# Преговори о ограничењу стратешког наоружања
Преговори о ограничењу стратешког наоружања (енгл. Strategic Arms Limitation Talks, рус. Переговоры об ограничении стратегических вооружений, скраћено SALT) су били преговори између дипломатских представника САД и Совјетског Савеза чији је циљ био постизање споразума око ограничења производње нуклеарног наоружања. Прва рунда преговора одржана је 1969. године и њихов резултат је био доношење споразума којим је регулисана производња антибалистичких пројектила. Такође је ограничен дозвољени број интерконтиненталних ракета које се лансирају са постројења на земљи и у подморницама. Тај споразум потписан је 1972. године. Њега су потписали председници Леонид Брежњев и Ричард Никсон. САЛТ 2 споразум (ограничењу броја лансера) постигнут је 18. јуна 1979. у Бечу и потписали су га Брежњев и Џими Картер. Иако ови споразуми нису ратификовани у америчком Сенату обе силе су се придржавале њихових одредаба.

## САЛТ I
Преговори о споразумима САЛТ I почели су 17. новембра 1969. године, у Хелсинкију. Остали састанци су се одвијали наизменично у Бечу и Хелсинкију. Дана 26. маја 1972. године, амерички председник Ричард Никсон и совјетски генерални секретар Леонид Брежњев потписали су у Москви Уговор о АБМ и привремени споразум као резултат преговора, који се у суштини састојао од забране изградње нових копнених и морских ИЦБМ ракета - постојале су балистичке ракете (СЛБМ).
Фронтови су након првих разговора сматрани ојачаним, а тек након више од 130 састанака у мају 1972. године, остварен је искорак у преговорима о ограничењу антибалистичких пројектила (АБМ). Уговор о АБМ чини један од два дела САЛТ И. Након тога, обе државе су се договориле о по две АБМ базе са максимално 100 противракетних пројектила за заштиту главни градова (Москва, Вашингтон) и по једну базу за ИЦБМ. У додатном протоколу из 1974. године договорен је само један став за АБМ.
Други део САЛТ I био је прелиминарни споразум, петогодишњи привремени споразум. Обе стране су се обавезале да замрзну своје стратешке офанзивне ракете, копненог и морског базирања, на нивоу из средине 1972. године. Број ИЦБМ био је 1.054 на америчкој страни и 1.618 на совјетској страни. Совјетски Савез је у међувремену претекао Сједињене Државе у трци у наоружању. У ту сврху, САД су сада опремиле своје ракете са више бојевих глава (МИРВ) који су могли да буду усмерени на различите мете док Совјетски Савез још није имао ову технологију. Споразум је дозволио стационирање 1.000 америчких ИЦБМ, неке са 10 бојевих глава и 1.408 совјетских ИЦБМ, неке са 3 бојеве главе. Тако је Совјетски Савез морао да демонтира већи број ИЦБМ од САД.
Привремени споразум је такође замрзнуо број балистичких ракета (СЛБМ) лансираних са подморница на 44 америчке нуклеарне подморнице са максимално 710 СЛБМ и 62 совјетске нуклеарне подморнице са 950 СЛБМ. У ствари, када је потписан уговор САЛТ I, инвентар је био 41 амерички и 656 СЛБМ и 25 совјетских нуклеарних подморница и 740 СЛБМ. То је значило да само нове ракетне подморнице могу бити стављене у употребу ако се у исто време стављају из употребе старије интерконтиненталне балистичке ракете (ИЦБМ) или СЛБМ. Модернизација и замена ИЦБМ-а и СЛБМ-а остала је дозвољена.
То се уклапало у планове америчке морнарице, која је хтела да своје старе ракете Посејдон замени ракетама Тридент стационираним на новим типовима подморница из 1978. године, односно по истеку привременог споразума.
У развоју вишеструких вођених бојевих глава (МИРВ), обе стране су задржале слободу избора. Стратешки бомбардери нису били урачунати у САЛТ I, нити је њихова конструкција била ограничена. У њима су Сједињене Државе биле далеко супериорније од Совјетског Савеза. Такође нису урачунати авиони и носачи авиона стационирани уи око Европе и Пацифика. Нити уговор није укључивао нуклеарно оружје Француске и Британије, које је имало мањи домет. Ни САЛТ I није захтевао напуштање једног програма развоја офанзивног наоружања. СО. Мислио сам да је Совјетски Савез у великој мери одустао од свог вођства у нуклеарном оружју, а петогодишње замрзавање дало је САД прилику да га сустигну.

### Преглед
Конкуренција у наоружању између САД и Совјетског Савеза у погледу стратешког наоружања могла је само мало да успори САЛТ I. Пошто су договорене само бројчане максималне границе за лансере, али не и за бојеве главе, њихов број се у периоду од 1970. до 1983. године учетворостручио, како на америчкој тако и на совјетској страни. Без обзира на то, политички је то био искорак у америчко-совјетским односима.

## САЛТ II
Споразум САЛТ II потписан је у Бечу 18. јуна 1979. године, након преговора који су започети у Женеви 1972. године.  Потписници су били Леонид Брежњев и Џими Картер. САЛТ II је била реакција на САЛТ I, пошто је САЛТ I ограничавао само ракете дугог домета, а не ракете средњег домета. Период важења уговора је првобитно био ограничен до 31. децембар 1985. године. Ратификација уговора од стране америчког Сената, која је сама по себи била неопходна и коју је желео председник Картер, никада није извршена. Негативан став Већа био је резултат совјетске инвазије на Авганистан у децембру 1979. године Међутим, 4. јануара 1980. америчка влада је пристала да настави да поштује уговор уз очекивање да ће се и Совјетски Савез придржавати споразума САЛТ II. 31. маја 1982. годијне, амерички председник Роналд Реган је изјавио да су САД спремне да заобиђу одредбе САЛТ II све док Совјетски Савез чини исто. Споразум је у великој мери поштовао и Совјетски Савез.
Од 28. новембра 1986. године. Сједињене Државе више нису поштовале одредбе уговора. из 1991. године, СТАРТ I заменио је САЛТ II.